# السور الأخضر العظيم (الصين)
الجدار الأخضر العظيم، المعروف رسميًا باسم  برنامج غابات الملاجئ الثلاثة الشمالية  (بالصينية:三 北 防護)، هو سلسلة من شرائط الغابات الاصطناعية (زرعت بواسطة الإنسان) المصممة لصد الرياح الصحراوية في الصين، الهدف الأساسي منها إيقاف توسع صحراء جوبي. وتوفير الأخشاب للسكان المحليين. بدأ البرنامج في عام 1978، ومن المقرر أن يكتمل حوالي عام 2050، وعند هذه النقطة سيبلغ طوله حينها 4500 كيلومتر (2800 ميل).
 يشير اسم المشروع إلى أنه سيتم تنفيذه في المناطق الشمالية الثلاثة:  شمال، و شمال شرق و شمال غرب. وتعود النواة الأولى لهذا المشروع إلى أفكار تاريخية ترجع إلى ما قبل العهد الشيوعي.  رغم ذلك لم تكن مشاريع التشجير التي تلقى رعاية حكومية في العهود السابقة سوى مشاريع للتحصين العسكري، أو للأغراض الدفاعية.

الجدار الأخضر العظيم عبر الزمن

## تأثير صحراء جوبي

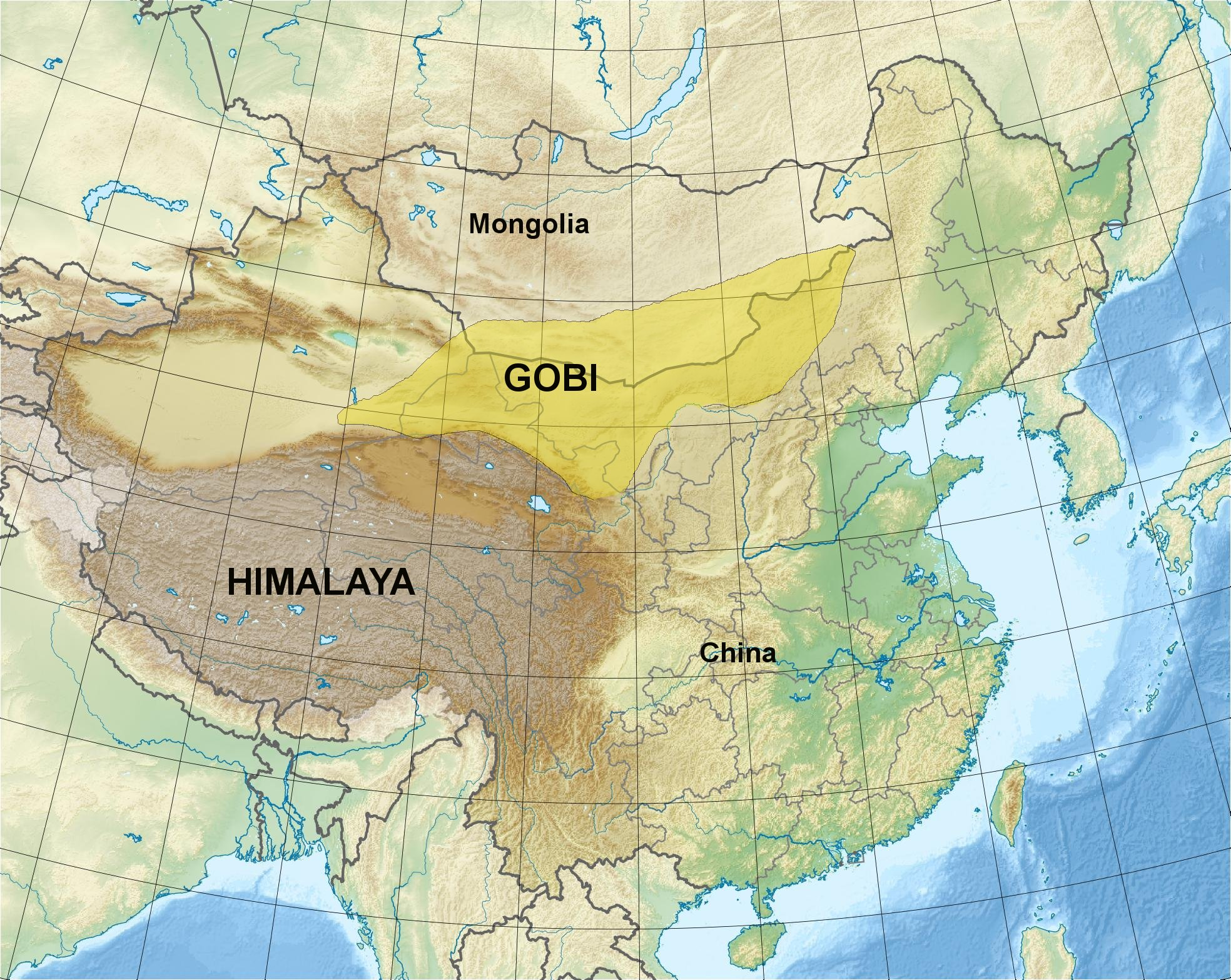
خريطة الصين وصحراء جوبي

تنخفض مساحات السهول العشبية بمقدار 3600 كيلو متر مربع سنويًا بفعل توسع صحراء جوبي. حيث تعمل الرياح والعواصف على تعرية 2000 كيلومتر مربع من التربة السطحية، وتزداد حدة هذه العواصف كل عام. والتي لها آثار خطيرة على القطاع الزراعي أيضاً يصل مداها إلى البلدان المجاورة الأخرى، مثل اليابان وكوريا الشمالية وكوريا الجنوبية. بدأ مشروع الجدار الأخضر في عام 1978، وكانت النتيجة النهائية المقترحة هي رفع الغطاء النباتي في منطقة شمال الصين من 5 إلى 15 بالمائة،  وبالتالي خفض التصحر.

حركة العواصف الترابية القادمة من آسيا عبر العالم

## المنهجية والتقدم
تتكون المرحلة الرابعة من المشروع، التي بدأت في عام 2003، من جزأين: الأول باستخدام البذر الجوي لتغطية مساحات شاسعة من الأراضي التي تكون التربة فيها أقل جفافا، أما الثاني فيعتمد على تقديم حوافز نقدية للمزارعين لزراعة الأشجار والشجيرات.  في المناطق الأكثر جفافاً.  سيحتوي «الجدار الأخضر» على حزام من نباتات  ذات التحمل العالي للظروف الجوية وخصوصاً الرمال مرتبة في أنماط رقعة الشطرنج لتثبيت الكثبان الرملية.  ستكون منصة حصى بجوار الغطاء النباتي لتثبيت الرمال وتشجيع قشرة التربة للتشكل بثبات. كما ان المشروع يأخذ بنظر الاعتبار أن تكون الأشجار  بمثابة مصدات للرياح.

## الجهود الفردية

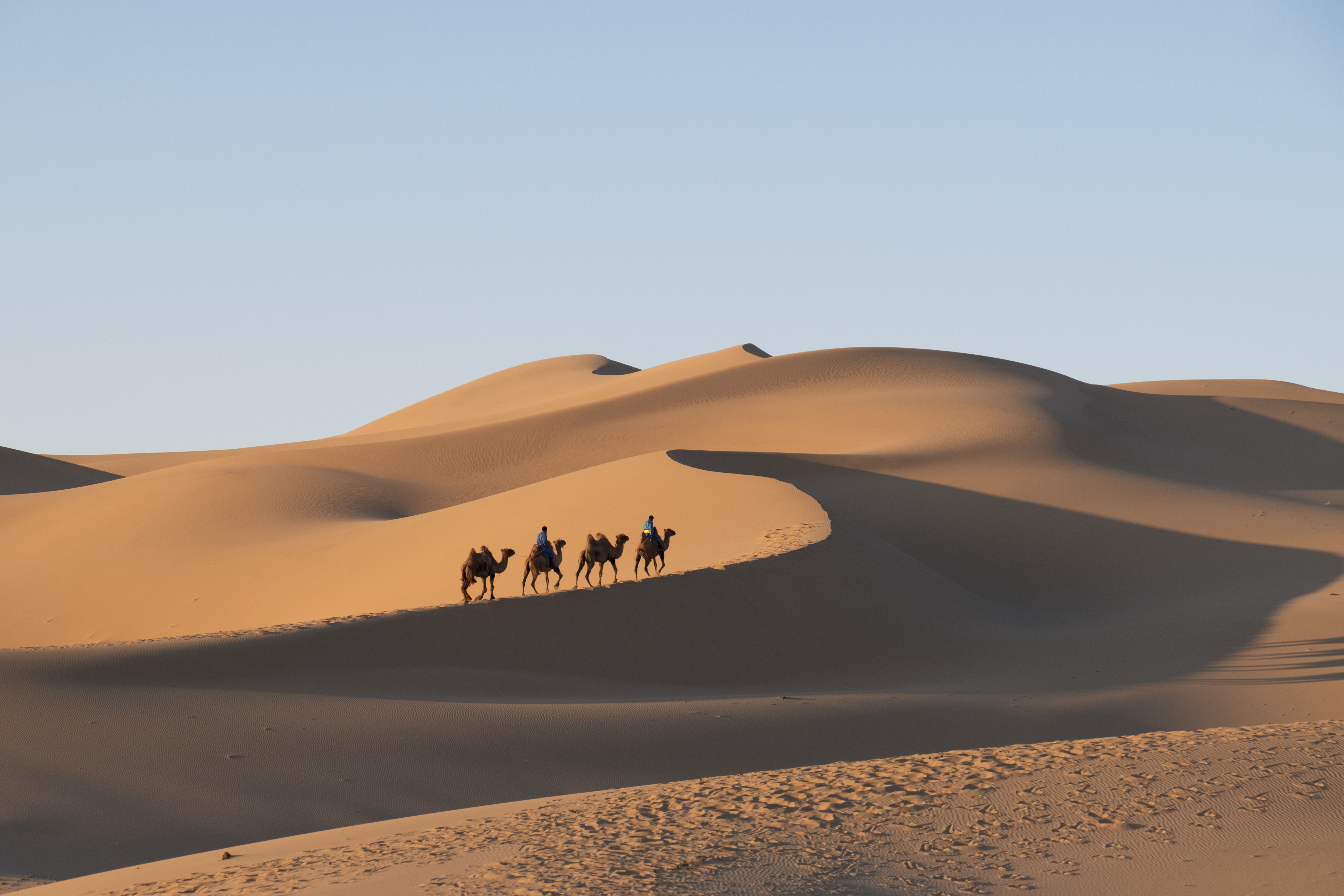
صحراء جوبي

تبذل الصين جهودًا جبارة لمكافحة العواصف الترابية والتصحر التي تسببت بتناقص مساحة السهول العشبية باستخدام التشجير. مع ذلك هناك أمثلة مختلفة لأفراد أخذوا على عاتقهم مكافحة البيئة القاسية التي لا ترحم التي تسببها الرمال الصحراوية.  يُعد كل من يين يو زن ولي يونغ شنغ من الشخصيات المؤثرة الذين كافحوا البيئات التي كانوا يقيمون فيها. وقد استغرقت جهودهم عقودًا من أجل تحقيقها وحولت النظم البيئية إلى واحات نابضة بالحياة ومورقة في ما كانت سابقاً أرضًا قاحلة.
 قامت يين يو زن بزراعة الأشجار بمفردها وإعادة تأهيل البيئة المقفرة في مقاطعتها، شبه القاحلة، تم الاعتراف بجهود يين في التشجير من قبل أفراد مثل الحزب الشيوعي الصيني والرئيس شي جين بينغ، الذي وصف، خلال المؤتمر الوطني لنواب الشعب الصيني لعام 2020، تصرفات يين بأنها رائعة وأنها إنجازات تحسن البيئة في الصين.

## النتائج المتحققة
بداً من عام 2009، غطت الغابات المزروعة في الصين أكثر من 500000 كيلومتر مربع (زيادة الغطاء الشجري من 12٪ إلى 18٪) وبالتالي فإن السور الاخضر أصبح أكبر غابة صناعية في العالم.

## أعداد الأشجار
زرع المواطنون الصينييون حوالي 56 مليار شجرة في مختلف أنحاء بلادهم في العقد الماضي، وفقا لإحصاءات الحكومة. وفي عام 2009 وحده، زرعوا 5,88 مليار هكتارا من الغابات.
فقال نائب الرئيس الأمريكي السابق والحائز على جائزة نوبل، آل غور، أن الصين تزرع، كل سنة، عددا من الأشجار يزيد بمقدار مرتين ونصف مرة عن عدد كافة الأشجار التي تزرعها بقية دول العالم مجتمعة، فيما أسماه “أكبر برنامج لزراعة الاشجار في العالم على الإطلاق“.
ويأتي برنامج التشجير هذا كجزء من الجهود الصينية متعددة الجوانب لمكافحة التغيير المناخي.
ففي عام 2007، تجاوزت الصين الولايات المتحدة كأكبر مصدر في العالم لإنبعاثات ثاني أكسيد الكربون المسبب للإحتباس الحراري، ويتوقع أن ترتفع هذه الانبعاثات مع إستمرار نموها الإقتصادي.
فكثفت الصين إستثماراتها في التكنولوجيات النظيفة وتعهدت بإغلاق آلاف الصناعات الثقيلة الملوثة، ومع ذلك فقد واجهت إنتقادات من دول أخرى لما تعتبره تحركا بطيئا من جانبها وعدم تمشيها مع المعايير الدولية.

## المشاكل والنقد
إذا نجحت الأشجار في ترسيخ جذورها، فيمكنها امتصاص كميات كبيرة من المياه الجوفية، وهو ما يمثل مشكلة كبيرة للمناطق القاحلة مثل شمال الصين.  وجدت الهضبة أن الغطاء النباتي المزروع يقلل الرطوبة من مستويات التربة العميقة إلى حد ما مقارنة بالأراضي الزراعية.
  تآكل الأرض وفرط الزراعة أوقفت الزراعة في العديد من مناطق المشروع.  أدت المستويات المتزايدة من التلوث في الصين أيضًا إلى إضعاف التربة، مما جعلها غير قابلة للاستخدام في العديد من المناطق. 
 علاوة على ذلك، فإن زراعة كتل من الأشجار سريعة النمو تقلل من التنوع البيولوجي في مناطق الغابات، مما يخلق مناطق غير مناسبة للنباتات والحيوانات التي توجد عادة في الغابات.  يقول جون ماكينون، رئيس برنامج التنوع البيولوجي بين الاتحاد الأوروبي والصين: «الصين تزرع أشجارًا أكثر من بقية دول العالم مجتمعة».  «لكن المشكلة هي أنها تميل إلى أن تكون زراعة أحادية. فهي ليست أماكن تريد الطيور أن تعيش فيها.»  كما أن الافتقار إلى التنوع يجعل الأشجار أكثر عرضة للإصابة بالأمراض، كما حدث في عام 2000، عندما فقدت مليار شجرة  حور في نينغزيا بسبب مرض واحد، مما أدى إلى العودة إلى الوراء 20 عامًا من جهود الزراعة.
 يرى ليو تو، رئيس مكتب مكافحة التصحر في إدارة الغابات بالولاية، أن هناك فجوات كبيرة في جهود البلاد لاستعادة الأرض التي أصبحت صحراء. في عام 2011، كان هناك حوالي 1.73 مليون كيلومتر مربع من الأراضي التي أصبحت صحراوية في الصين، والتي يمكن علاج 530 ألف كيلومتر منها  2 .  ولكن بالمعدل الحالي لمعالجة 1717 كم  2  سنويًا، سيستغرق الأمر 300 عام لاستصلاح الأرض التي أصبحت صحراء.
 القلق هو أن الأرض الهشة لا يمكن أن تدعم مثل هذا النمو القسري الهائل. 

## قضية مشروع يانغوان الأخضر
في عام 2017، تحمس مستأجرو أراضي مشروع «يانغوان» لزراعة العنب المربح، وهو ما أدى إلى تسوية أجزاء كبيرة من غابات السور الأخضر العظيم، وجعل مشروع «يانغوان» الأخضر مشروعاً مثيراً للجدل في السنوات الأخيرة.
في شهر مارس/ آذار الماضي، وجد فريق تحقيق حكومي أن «يانغوان» انتهكت اللوائح من خلال السماح بزراعة كروم العنب في غابة محمية. كما اتُهم القرويون بقطع الأشجار بشكل غير قانوني، وصدرت أوامر للسلطات باستعادة الأرض بشكل غير قانوني.
وأفاد مسؤولون في شركة العقارات أن «مئات الموظفين من الوكالات الحكومية في دونهوانغ سيصلون (قريبًا) بهدف زراعة 31 ألف شجرة، على مساحة من الأرض قدرها 93 فدانًا، في غضون أربعة أيام فقط». كما أشار أحد المدراء إلى أنه «سيتم استبدال كروم العنب الباقية تدريجياً بالأشجار، وهي خطوة ستؤثر على عمل مئات المزارعين بالمنطقة»

## العلاقة مع تغير المناخ
جادل علماء الغابات في الصين بأن الزراعة الأحادية أكثر فعالية في امتصاص غازات الاحتباس الحراري وثاني أكسيد الكربون من الغابات بطيئة النمو، لذلك، في حين أن التنوع قد يكون أقل، فإن الأشجار يُعتقد أنها  تساعد على تعويض انبعاثات الكربون في الصين. و بالتالي التقليل من المخاطر الناجمة عن تغير المناخ.

## مشاريع مشابهة
الهم السور الأخضر العظيم العديد من الدول للحذو نحو مستقبل أكثر خضرة من اشهرها السور الأفريقي الأخضر العظيم.و هناك أربعة عشر منطقة تحتوي على الحزام الأخضر حول العالم مثل المملكة المتحدة التي تغطي 16716 كيلومتر مربع، أي ما يعادل 13٪ من إنجلترا و 164 كيلومتر مربع من اسكتلندا.ومن الأمثلة البارزة الأخرى هي الحزام الأخضر في أوتاوا والحزام الأخضر في حدوة الحصان الذهبية في أونتاريو، كندا. تدير لجنة العاصمة الوطنية 20350هكتار من الحزام الأخضر في أوتاوا عموما، في الولايات المتحدة البريطانية يطلق على الحزام الأخضر بالمساحة خضراء أو المساحات الخضراء، والذي قد يكون عبارة عن مساحات صغيرة جدا مثل الحديقة.

## مقالات ذات صلة
- السور الاخضر العظيم (افريقيا)
- تغير المناخ
- تصحر